# 170-е годы
170-е (сто семидеся́тые) го́ды по юлианскому календарю — промежуток времени с 1 января 170 года по 31 декабря 179 года, включающий 170 год 7-го десятилетия   и с 171 по 179 годы    8-го десятилетия II века 1-го тысячелетия.  Они закончились 1846 лет назад.

## Важнейшие события
- Начало 170-х годов — чума и голод в Римской империи.
- 170-е годы — дунайские провинции, Фракия, Македония, Ахайя, Галлия подверглись опустошению. Опасность угрожала Италии. Марку Аврелию удаётся разъединить своих противников, пойдя на значительные уступки. В конце концов он остался победителем.
- Вторая половина 170-х годов — Пертинакс[1] из Сирии направился для охраны Дуная, получил в управление обе Мёзии, а затем — Дакию. Позже он был назначен управлять Сирией. Дидий Юлиан управлял Далмацией и Нижней Германией.